# Вайдава
Ва́йдава (устар. Вейдаву, Вайдау, Вайда; латыш. Vaidava) или Ва́йдва (эст. Vaidva jõgi, Vaidava jõgi) — река в Латвии и Эстонии. В Латвии течёт по территории Смилтенского и Алуксненского краёв, в Эстонии — по территории уезда Вырумаа. Левый приток нижнего течения Мустйыги.
Длина — 72 км (по другим данным — 71 км). Начинается на высоте 172 м над уровнем моря, вытекая из южной оконечности озера Мурати на латвийско-эстонской границе. В верхней половине течёт по Вайдавскому понижению Алуксненской возвышенности, в нижней — по Трапенской равнине Талавской низменности. Устье Вайдавы находится на высоте 58 м над уровнем моря, в 26 км по левому берегу Мустйыги, на расстоянии 2,5 км к западу от деревни Мынисте в западной части эстонской волости Рыуге. Уклон — 1,58 м/км, падение — 114 м. Площадь водосборного бассейна — 559 км² (по другим данным — 558 км²). Объём годового стока — 0,16 км³.
Основные притоки:
- правые: Приндулиня, Варнупите, Апшупите, Цекулупите, Пелльупите;
- левые: Малтавниеку-Страутс, Бетеру-Упите[13][8].